# Rheinaue Walsum

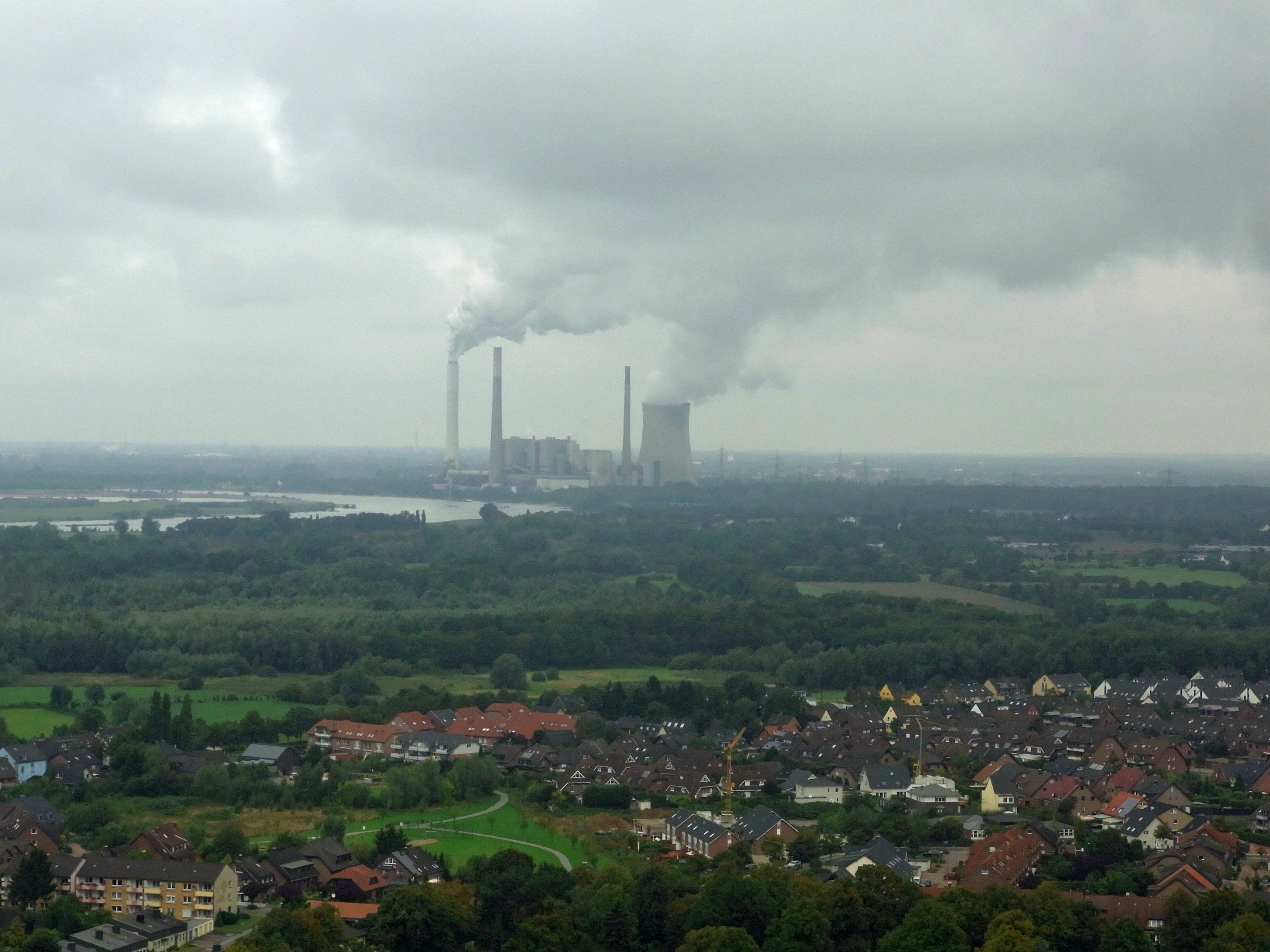
Die Rheinaue Walsum: Im Vordergrund das nördliche Alt-Walsum, im Hintergrund das Kraftwerk Voerde

Das Naturschutzgebiet Rheinaue Walsum  im Duisburger Stadtteil Walsum und der Stadt Dinslaken bildet den südlichen Zipfel der Feuchtzone „Unterer Niederrhein“. Sie erstreckt sich rechtsrheinisch vom Nordhafen Walsum (Rheinkilometer 793) nach Norden bis zur Emschermündung (Rheinkilometer 797,75) und umfasst im nördlichen Bereich auch einen kleineren linksrheinischen Teil.

## Beschreibung
Auf seinen 521 Hektar bietet es zahlreichen vom Aussterben bedrohten Tier- und Pflanzenarten Zuflucht. Das Gebiet ist teilweise auch durch Bergsenkungen durch den Kohleabbau entstanden und gehört zum 503 Hektar umfassenden „Walsumer Grind“.
Die Auenlandschaft wird von dornigen Hecken und den typisch niederrheinischen Kopfbäumen bestimmt. Bisher wurden 187 verschiedene Vogelarten als Brutvögel, Durchzügler und Wintergäste festgestellt. Besonders auffällig sind die bis zu 10.000 arktischen Bläss- und Tundrasaatgänse, die im Winter das Rheinvorland als Rast- und Äsungsplatz nutzen. Dank mehrerer errichteter Nisthilfen brüten seit einigen Jahren Weißstörche in der Rheinaue. Die Jungstörche haben jedoch bisher nicht überlebt.
Als Naherholungsgebiet bietet die Rheinaue mit ihren Wegen die Möglichkeit zu ausgedehnten Spaziergängen und der Beobachtung von Pflanzen- und Tierwelt von eigens hierfür aufgestellten Schutzhütten aus.
Vom südlich gelegenen Alsumer Berg (Rheinkilometer 788), der nicht zur Rheinaue Walsum gehört, hat man einen kontrastreichen Ausblick auf das weite grüne Rheinvorland und die pulsierende Industrie des Duisburger Nordens. Mittels der Rheinfähre Walsum-Orsoy lässt sich das linksrheinische Ufer des Rheins schnell und bequem erreichen.

## Zusammenhang mit anderen Schutzgebieten
Das Naturschutzgebiet ist Teil des EU-Vogelschutzgebiets „Unterer Niederrhein“.